# Віра Мовчальниця
Віра Мовчальниця (? —6 (18) травня 1861 1861) — православна подвижниця, затворниця Сиркова Дівочого монастиря в Новгородській області, дотримувалась 23 роки обітниці мовчання.
Своєю популярністю[де?] Віра Мовчальниця зобов'язана легенді, в якій вона ототожнюється з імператрицею Єлизаветою Олексіївною, дружиною Олександра I, яка нібито після того, як імператор, інсценував свою смерть, став сибірським старцем Федором Кузьмичем, наслідувала його приклад.

## Біографія

### Поява

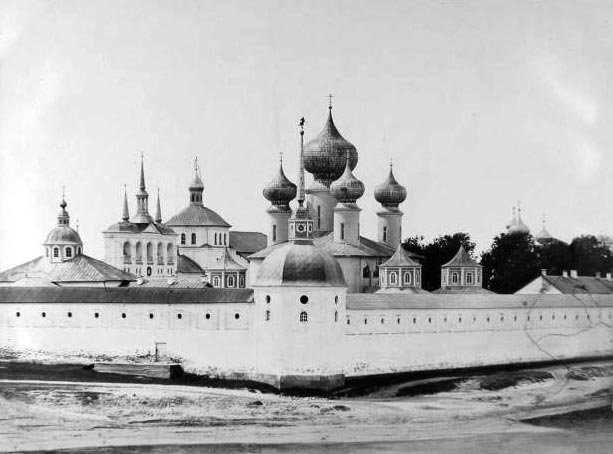
Тихвінський Богородичний Успенський монастир

Невідома, що називала себе Вірою Олександрівною, з'явилася в Тихвіні в 1834 році і зупинилася в будинку поміщиці Віри Михайлівни Харламової. Про своє минуле вона ніколи не розповідала, не називала свого прізвища, однак  викликала повагу своєю побожністю і скрупульозним дотриманням релігійних заповідей. Її часто бачили в Тихвінському Богородичному монастирі, вона молилась перед Тихвінською іконою Божої Матері. Також вона здійснювала паломництва в інші місцеві монастирі. Тихвінці ставилися до Віри Олександрівни з великою повагою, її часто відвідували для духовних бесід і відправляли до неї дітей для навчання молитов та закону Божого. Таким чином, якщо вірити джерелам, вона прожила близько трьох років. Потім, дізнавшись про те, що дружина дячка Вінницького цвинтаря Олонецкой губернії тяжко хвора, вона покинула Тихвін і добровільно поїхала доглядати за нею.
Вона повернулася до Тихвіну через рік, але незабаром покинула місто вже остаточно, як вважається, переймаючись надмірною увагою до себе. Вона була викликана розповіддю одного тихвінського поміщика, що той у Петрів піст бачив, як Віра Олександрівна змінилася, прийнявши причастя, й стала схожа на янгола (ця історія в 1852 році стала відома і в Сирковому монастирі, де тоді жила Віра, коли до неї приїхала поміщиці Харламова). Віра переселилася у валдайське село Березовський Рядок, де їй сподобалося богослужіння і благочестя прихожан місцевої церкви, вона погодилася на прохання селянина Прокопа Трофімова погостювати тут деякий час. Жила вона  в окремій хатині, де приймала тільки дітей, малюючи для них зображення Христа і Божої Матері, навчаючи читання молитов і грамоти. Таке життя Віри тривала близько 9 місяців і викликало підозру в поліції. У 1838 році Віра Олександрівна була заарештована за відсутність паспорта. Етапом її відправили в Валдайську в'язницю, де згідно з легендою на питання про її прізвище і походження  відповідала слідчому: «Якщо судити по небесному, то я — прах землі, а якщо по земній, то я — вище тебе». Слідчий продовжував наполягати й домігся лише того, що Віра Олександрівна остаточно перестала відповідати на запитання. Після цього протягом 23 років і до самої смерті вона вже не розкрила рота, лише іноді відповідаючи на запитання допомогою записок або вкрай рідкими обривками фраз.

Поліція визнала дивну арештантку божевільною і після півтори року ув'язнення в Новгородській в'язниці її відправили в Коломовський будинок  божевільних, де вона провела ще півтора року. Під час перебування в будинку божевільних Віра написала твір «Плач Богоматері під час хресних страждань Сина Її Господа Ісуса». Збереглися записи Віри Олександрівни, що стосуються цього періоду її життя. Про своє перебування у лікарні вона писала:
|  | Мне хорошо там было; я блаженствовала там… Благодарю Бога, что Он сподобил меня пожить с заключенными и убогими. Господь не то ещё терпел за нас грешных! |

### Життя в Сирковому монастирі

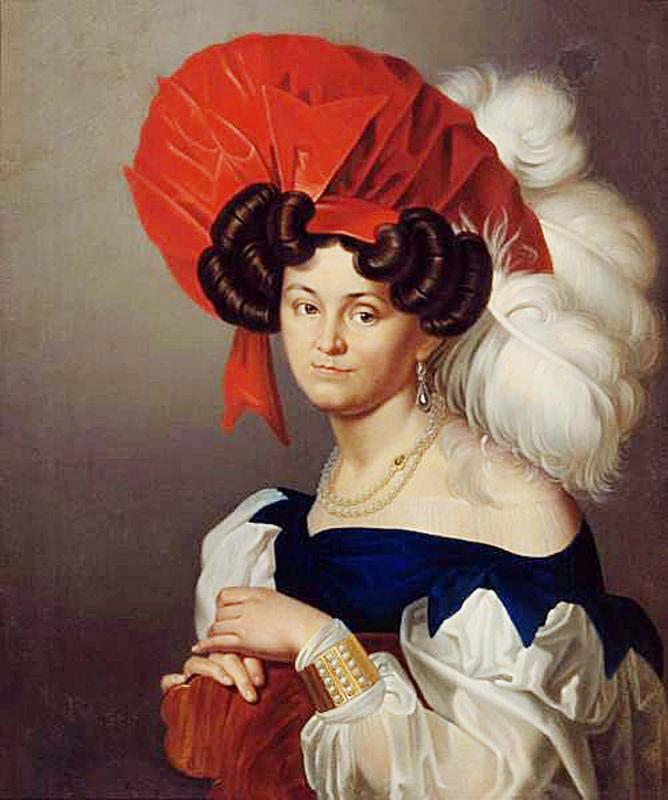
Графиня Ганна Орлова
(у таємному постригу Агнія)

У Коломовському будинку божевільних Віру розшукала місцева благодійниця — графиня Ганна Олексіївна Орлова-Чесменська (дочка Олексія Орлова) і запропонувала «мовчальниці» оселитися у Сирковому монастирі. Повідомляють, що відомості про Віру вона отримала з Санкт-Петербургу. Вона дала згодуі за Вірою приїхала ігуменя монастиря і відвезла її в обитель. Про переселення Віри в монастир був виданий указ Новгородської духовної консисторії від 10 квітня 1841 року в якому зазначено що в монастирі Віру  утримує за свої кошти графинія Анна Орлова. За словами церковного історика графа М. В. Толстого Віру в монастирі прийняли вороже. Ігуменя їздила до Петербурзького митрополита Серафима з проханням вислати мовчальницю з монастиря. На це прохання митрополит відповів: 
|  | Ах ти дура баба! Да нас скоріше з тобою виженуть, аніж її; й згадувать про це не смій. |

Віра оселилася в окремій келії-хатинці, всередині якої була єдина вибілена кімната й маленькі сіни. З меблів у келії була шафа з книгами, аналой для читання Священного Писання, мідний самовар, два дерев'яні стільці, ліжко і годинник із зозулею (на них Віра заклеїла зображення сцени життя  пастушки цитатами з Писання про смерть і майбутнє життя). Прихильники легенди вказують, що її келія була точною копією" келії Федора Кузьмича у Сибіру (пустельник, яким за легендою дому Романових став імператор Олександр I) — що представляється досить проблематичним через велику відстань та складності зв'язку з сибірськими містами і особливо з віддаленими селищами. Келійною іконою Віри був образ Христа в кайданах, колишній при ній ще з часів перебування у будинку для божевільних, перед ним вона підтримувала негасиму лампаду. Спала Віра на ліжку, покритої тонкою повстю, підкладаючи з боків поліна дров, що утворювали для неї подобу труни, нагадуючи про короткочасність життя.

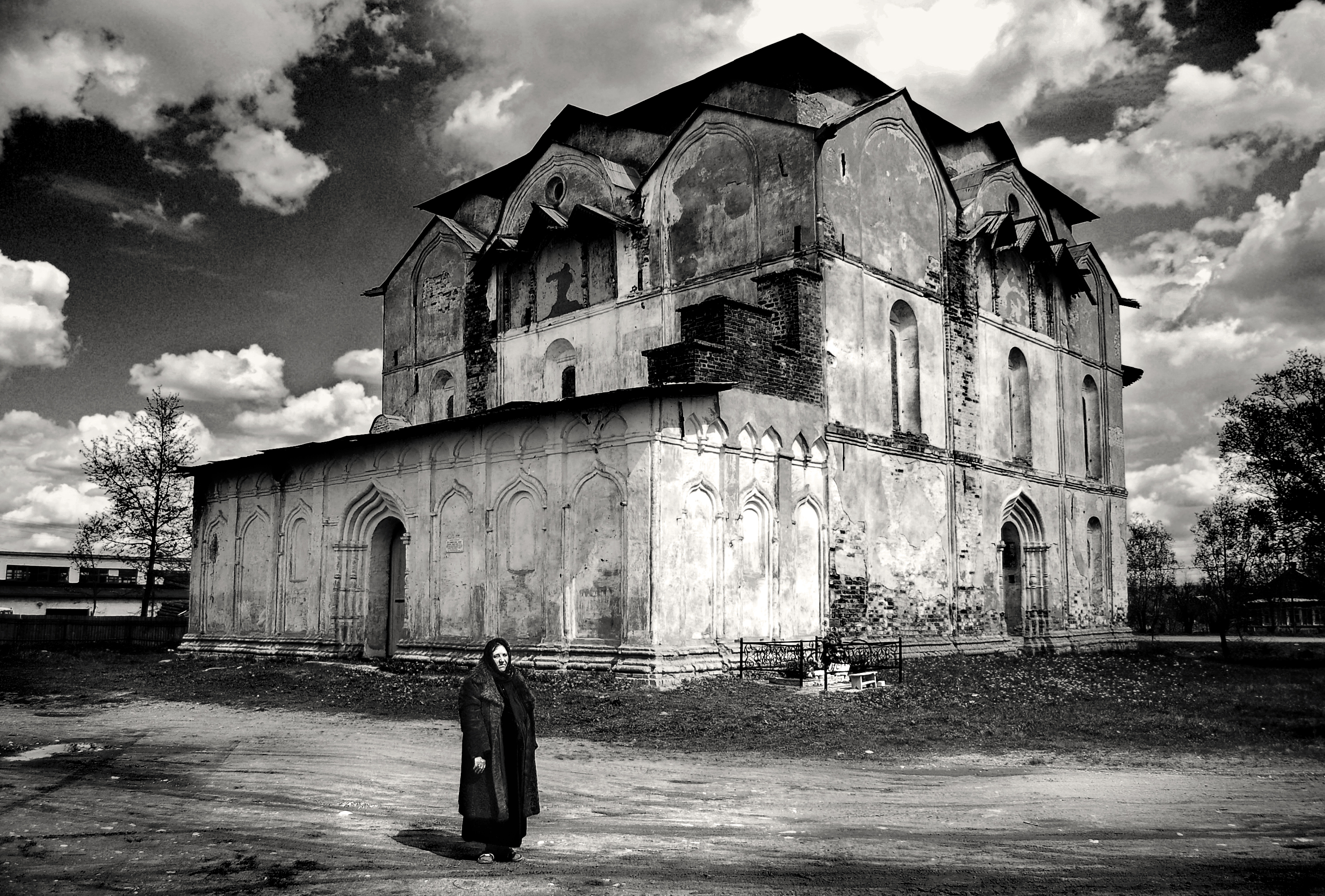
Володимирський собор монастиря Сиркова
(сучасний стан)

Першою келейницею Віри стала черниця Мариамна, яка страждала від падучої хвороби. Як і багато хто з сестер, вона обмовляла Віру й одного разу, за словами Н. Грузинського, священика Сиркова монастиря, підвернула ногу після зневажливого висловлювання про мовчальницю, що було розцінено як Боже покарання. Нову келейницю призначила з своїх дворових графиня Ганна Орлова. Черниця Амфілохія (померла в 1901 році) була глуха, і прихильники існування якоїсь таємниці, пов'язаної з сирковською мовчальницею, стверджують, що графиня спеціально вибрала глуху прислужницю, щоб та не могла почути, якщо Віра в маренні або по забудькуватості скаже щось про себе.
У монастирі Віра Олександрівна до самої смерті вела відокремлений і досить аскетичний спосіб життя, обмежуючи своє перебування в монастирі келією і церквою (виняток становив її традиційний вихід на свято Великодня, коли вона піднімалася для молитви на монастирську стіну). Духівником Віри був священик Іван Лебедєв, якому вона сповідалася шляхом записок, які той після здійснення таїнства спалював у полум'ї свічки. Більшу частину отриманої  їжі (відлюдниця не користувалася загальною монастирською трапезною) віддавала жебракам або віддавала птахам. В одязі Віра була невибаглива: в келії носила білу коленкорову сукню і очіпок, для виходу в храм одягала люстриновий салоп (взимку одягала стару ватну шинель), шапочку і хустку.
За час перебування у Сирковому монастирі Віра отримала репутацію прозорливої, особливо це проявилося в її пророкування смерті або одужання хворим дітям (про це вона повідомляла знаками або жестами). Багато відвідувачів зверталися до неї з проханням помолитися про них або їх близьких, що Віра негайно робила, просячи у відповідь молитися за неї. Якщо хотіли щось отримати від неї, на пам'ять вона дарувала склеєні нею з простого паперу маленькі коробочки, які вона прикрашала хрестами, висловами із Священного Писання і наповнювала хлібними сухариками. Також Віра в'язала з гарусу (вовняна пряжа) чотки.
Зберігся переказ, що у 1848 році мовчальницю відвідав імператор Микола I, кілька годин проговорив з нею за закритими дверима, причому на його слова черниця відповідала письмово, і її відповіді зайняли кілька аркушів паперу. Йдучи, обережний або галантний імператор чемно поцілував руку черниці і спалив її записи в полум'ї лампади. У числі інших відвідувачів Віри були митрополит Новгородський, Санкт-Петербурзький, Естляндський і Фінляндський Григорій (Постніков), граф і письменник Михайло Толстой.

### Смерть
У Страсну суботу (22 квітня) вона сповідалася (подала священику письмовий текст сповіді), а коли він після прочитання повернув їй його, то Віра встала на коліна і перевернула лист — там було написано «Батюшка, помоліться Господу про поминання душі моєї. Кінець мій близький і дні ізочтени суть». На Світлому тижня 27 квітня вона як зазвичай піднялася на монастирську вежу, дивилася на Новгород і молилася, пізніше пішла до північних воріт монастиря і від них дивилася на Хутинський монастир. Підібравши кілька прутиків, Віра пішла до південної сторони соборного храму Володимирської ікони Божої Матері, поклала прутики на землю і, зробивши три земні поклони, вказала на них рукою, визначивши цим місце свого поховання. Як зазначають прихильники легенди, це місце розташовувалося поруч з могилою ігумені Олександри Шубіної, яка у травні 1793 року була хрещеною матір'ю імператриці при її переході в православ'я.
Після повернення в келію затворниці відчула сильний жар, свідки її останніх днів життя повідомляють, що у неї було запалення легенів. 30 квітня вона була вже дуже слабка, плутаючи літери вона пише записку ігумені з проханням соборувати її, просячи, щоб при цьому таїнстві були присутні тільки священик і настоятелька, й додає «прошу і благаю вас не убирати мене» тобто не робити омивання її тіла після смерті. 5 травня її висповідали й причастили, келейниця, відвівши священика в іншу кімнату, просила прийти на наступний день і знову причастити вмираючу. В цей час до кімнати увійшла Віра, перехрестилася на ікону Спасителя і вказала рукою на землю. Цим жестом вона пророкувала хворим смерть. Назад в кімнату вона повернулася лише з допомогою келейниці. Всю ніч тривала агонія, Віра молилася, о 4 годині над нею була прочитана відхідна молитва. Близько 6 години ранку 6 травня 1861 року Віра Мовчальниця померла, так і не відкривши свого справжнього імені та походження.

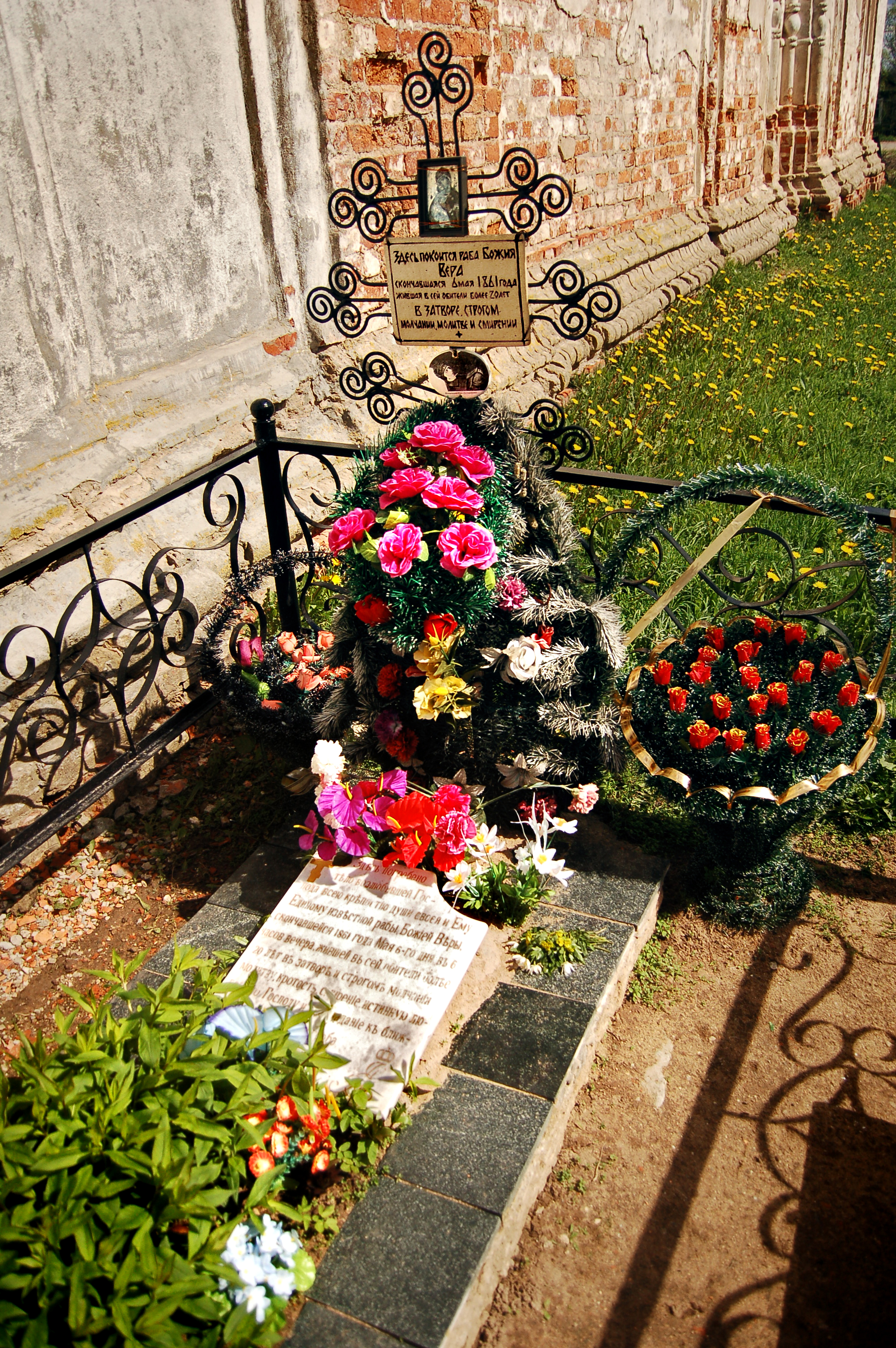
Кенотаф Віри Мовчальниці в Сирковому монастирі

Передсмертне прохання Віри не виконали і омили її тіло. На ньому виявили полотняний корсет з зашитими на рівні серця записками: перша — молитва Христа Спасителя про помилування її душі і друга, яку не змогли прочитати, вона майже розсипалась у руках. На третій день після смерті маслом був виконаний портрет Віри на смертному одрі, знімки з якого були розіслані численним особам. Здійснили поховання на п'ятий день після її смерті у могилу, викопаною на місці, яке Віра перед своєю кончиною позначила прутиками.
Пам'ятник, поставлений на кошти петербурзького купця на могилі Віри, нагадував гранітну труну на бронзових левових лапах, що стояв на гранітному п'єдесталі. Із західної сторони могили була встановлена ікона святої мучениці Віри, з південної вибито наступний напис:
|  | Здесь погребено тело возлюбившей Господа всею крепостию души своея и Ему Единому известной рабы Божией Веры, скончавшейся 1861 года мая 6 дня в 6 часов вечера, жившей в сей обители более 20 лет в затворе и строгом молчании, молитву, кротость, смирение, истинную любовь ко Господу и сострадание к ближним сохранившей до гроба и мирно предавшей дух свой Господу. Во царствии Твоем, помяни Господи рабу Твою и подаждь от земных трудов и скорбей упокоение небесное. |

До теперішнього часу могила не збереглася, цвинтар було зруйновано, і через нього прокладена дорога. Пам'ятна плита Віри Олександрівни та кенотаф відновлені біля стін Володимирського собору монастиря.
Збереглися зашифровані записи Віри Олександрівни, які досі не були опубліковані і досліджені. Також після її смерті залишилися зроблені її рукою виписки з Євангелія, монограми «ЕА» і «П» чорнилом і циноброю, а також переписані чорнилом і олівцем житія святих і позолочений хрестик з пасмом білявого волосся (розп'яття разом з копією портрета Віри були виявлені в 1892 році в речіах покійної ігумені Валдайського Короцького монастиря).

## Народження легенди

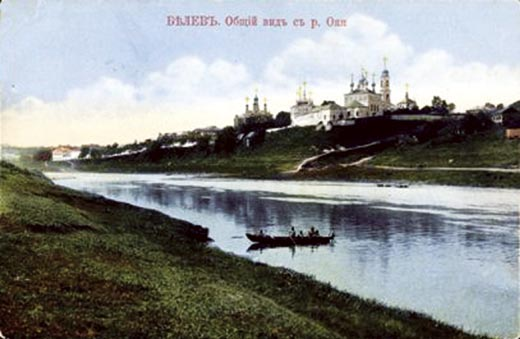
Загальний вигляд Бельова з річки Оки

Чутки про те, що імператриця Єлизавета Олексіївна насправді не померла, але слідом за своїм чоловіком «зреклася світу», стали ходити незабаром після її смерті. Склалася така легенда: імператриця, проїжджаючи через Бельов, дала знати якїйсь поміщиці (чиє ім'я ніколи не називалося), що бажає зупинитися в її будинку. Після приїзду імператриця, прикривши рукою очі, поскаржилася, що у залі «занадто багато світла» і категорично наказала його «зменшити», після чого слуги кинулися виконувати наказ, залишили горіти тільки дві свічки. Після цього Єлизавета Олексіївна, посилаючись на втому, побажала залишитися одна.
Господиня маєтку пішла в іншу частину будинку та не роздягаючись прилягла на диван, але її підняли опівночі, оголосивши про кончину імператриці. Поміщиця наблизилася, щоб поцілувати руку покійної (причому імператрицю до цього часу вже встигли переодягти і перекласти на стіл), і нібито зрозуміла, що перед нею знаходиться зовсім інша жінка — як іноді вважають, замість блондинки — брюнетка. Протоієрей Покровський повідомляє, що вночі в будинок поміщиці був запрошений священик з Бельовського духовного училища, який сповідав і причастив якусь закутану жінку. Після того, як труну з тілом Єлизавети Олексіївни, запаяну в Бельові за вказівкою імператора Миколи I, відвезли, в будинку місцевого священика Донецького з'явилася якась мандрівниця. Її відрізняли хороші манери і висока освіченість, на питання господарів про її походження вона відповіла: «Хто я така, я сказати не можу, а чому я мандрую, на це Божа воля». Після цього в місті з'явився слух, що ця мандрівниця — імператриця Єлизавета Олексіївна.
Прихильники легенди посилаються на якісь неузгодженості, які нібито сталися в останні місяці перебування царственного подружжя в Таганрозі. Так, згадують, що імператриця, опинившись у Таганрозі, «несподівано стала одужувати», що погано узгоджується з важкою серцевою недугою, якою вона нібито страждала. Також посилаються на витримку з листа імператриці, в якому вона пише про чоловіка: «…Поки він тут залишиться, і я тут залишуся: а коли він повернеться, піду і я, якщо це буде можливим. Я піду за ним, поки буду в змозі слідувати» — при тому, що в протиріччя власним словам імператриця ще на чотири місяці затрималася в Таганрозі — бачачи в цьому натяк на її нібито "посмертну долю.
Також в місяці після смерті царя Єлизавета Олексіївна була в змозі віддавати розпорядження і їздити на панахиди, що свідчить за припущенням прихильників легенди про те, що її здоров'я аж ніяк не було настільки жалюгідним, як то доносив до Петербурга Логвінов.

### Легенда і Віра Мовчальниця
Прихильники легенди про відхід від світу імператриці Єлизавети й появу її в образі затворниці Віри знаходять підтвердження високого походження мовчальниці в наступних її словах і діях:
- «Якщо судити по небесному, то я — прах землі, а якщо по земній, то я — вище тебе» (сказано у Валдайській в'язниці в 1838 році);
- «Я порох, земля; але батьки мої були такі багаті, що я жменею виносила золото для роздачі бідним; хрещена я на Білих Берегах» (сказано під час приступу гарячки в перший рік перебування в монастирі);
- «ви думаєте мене Вірою звати? Ні, я не Віра, а Ліза» (сказано тоді ж);
- в останні роки життя келейниця вмовляла Віру назвати імена її батьків, щоб у разі смерті написати їм. Віра у відповідь вказала на ікону Спасителя, підібрала брусок і камінь і кілька разів нахилила брусок до каменя, вдаючи, що той кланяється.

Також вони вважають, що саме ім'я «Віра Олександрівна» містить в закодованому вигляді її справжнє походження і означає насправді «віра (релігійна) царя Олександра».

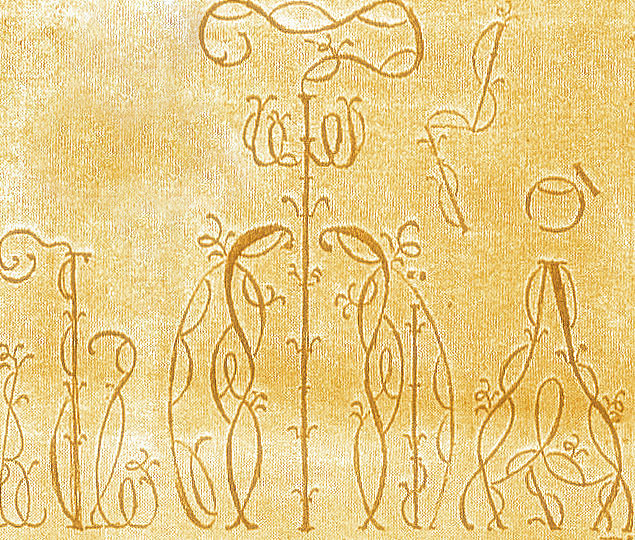
Криптографічна записка Віри Мовчальниці з монограмами

Окрім того, у синодику графині Орлової-Чесменської, котра брала безпосередню участь  у долі Віри Мовчальниці, відсутні імена імператора Олександра I і його жінки, що представляє свідоцтвом того, що графиня була відома таємниця їх зникнення. Також були знайдені записи у канцелярских книгах Єлизавети Олексіївни, що наказували після її смерті (як припускають прибічники легенди — несправжньої) відправити деякі речі з її гардероба у один з новгородских монастирів. Також існує думка про зовнішню схожість імператриці і монахині, яку, втім, противники легенди відкидають.

Зберігся протокол розтину тіла імператриці, складений її особистим медиком Конрадом фон Штофрегеном. Зокрема, в ньому йдеться, що
|  | После этого тщательного обследования стало очевидно, что долгие и мучительные страдания Её Величества имели источником патологическое устроение сердца, из-за чего полностью нарушено было равновесие циркуляции крови. Та часть этого благородного органа, которая предназначается для принятия венозной крови, была до такой степени растянута и ослаблена, что не могла уже выполнять свою функцию, а именно проталкивать далее полученную кровь посредством сокращений. Деструкция стенок сделала в конце концов эту функцию невыполнимой. Полное прекращение циркуляции крови должно было стать непосредственным следствием этого факта и одновременно послужить причиной внезапной смерти. |

Тіло померлої везли через Торжок, Вишній Волочек, Тосно і Чудово. Траурний потяг відправився прямо до Чесменського палацу в Петербурзі, куди прибув 13 травня. На поховання була виділена досить скромна для імператриці сума в 100 тис. рублів, — ймовірно, тому, що при похованні частково використовувалися матеріали, що залишилися від похорону її чоловіка.

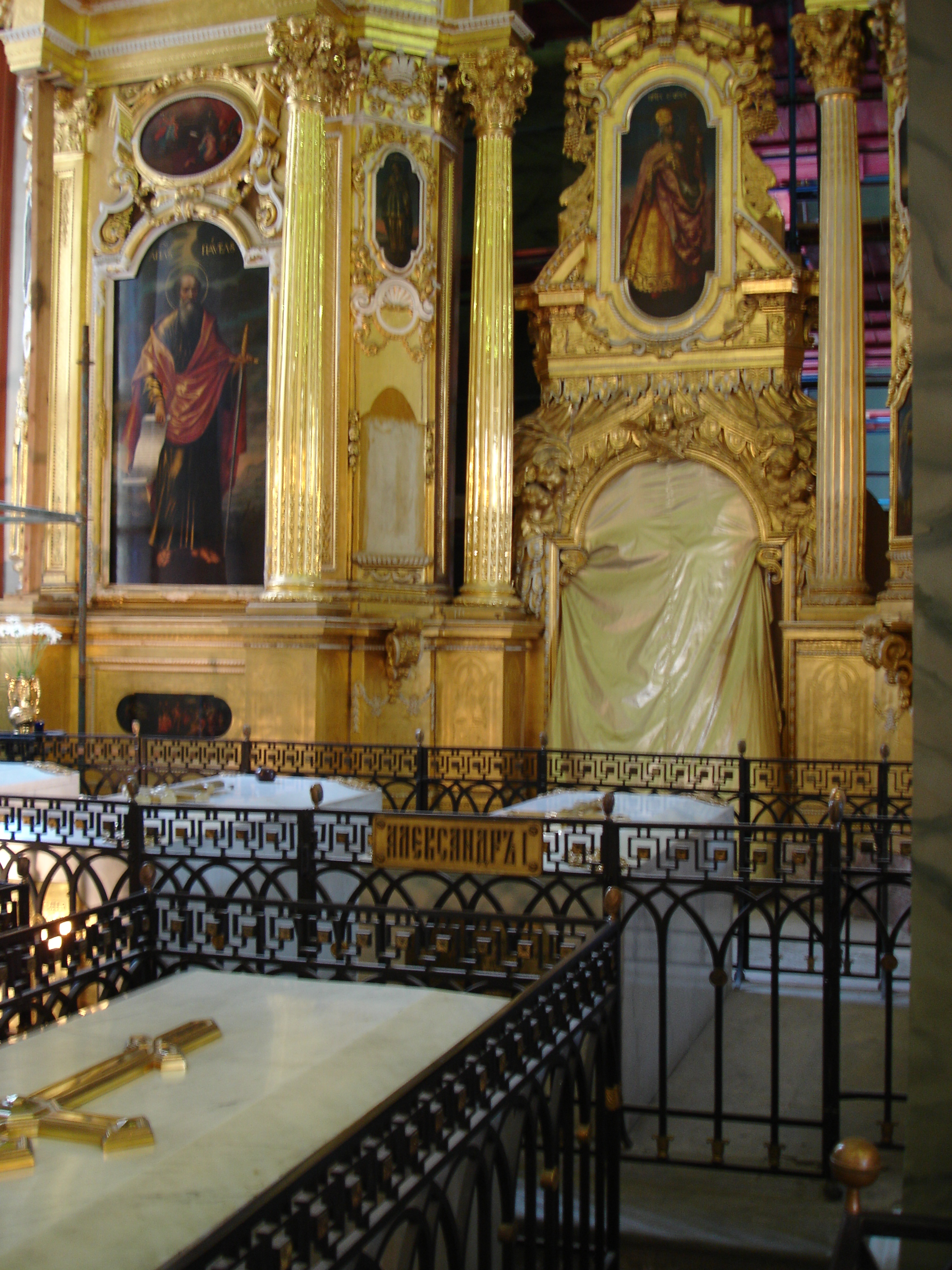
Гробниці Олександра I і Єлизавети Олексіївни в Петропавлівському соборі

14 червня 1826 року траурний кортеж почав ходу від Чесменського палацу до Петропавлівського собору. Свідок процесії, генерал-вагенмейстер А. Д. Соломко пізніше згадував:
|  | При въезде печальной колесницы многие в народе плакали… Этот день вначале был освещён лучами солнца, но когда шествие печальное двинулось, то облака сгустились и даже дождик начал кропить землю. — Должно припомнить, что в день въезда тела в Бозе почившего Государя Александра I шёл снег и погода была пасмурна. Природа принимает участие во всеобщей горести. |

Тіло імператриці було встановлено в соборі для народного прощання і віддане землі 22 червня.Могила Єлизавети Олексіївни розташована в Петропавлівському соборі, поруч з могилою її чоловіка, імператора Олександра I.

### Альтернативна версія смерті імператриці

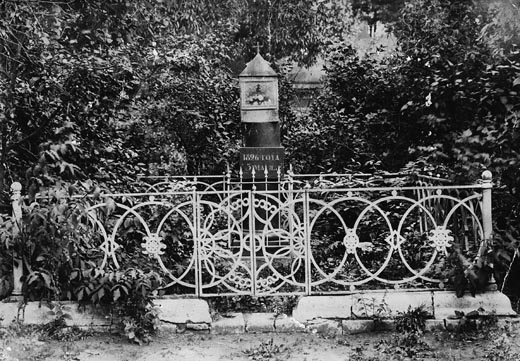
Монумент в Більові на місці поховання нутрощів Єлизавети Олексіївни

Незабаром після смерті імператриці Петербургом поширився слух, пущений, ймовірно, її фрейліною — Варварою Михайлівною Волконською — «старою дівою з великими дивацтвами», над якою іронізував А. С. Пушкін, який присвятив їй отруйну епіграму.
За розповіддю, княжна Волконська, страждала безсонням, бачила, як якісь люди винесли імператрицю в сад і втопили у ставку, причому тихо йшла за ними фрейліна, яка практично відразу підняла тривогу, розбудила слуг, але повернути імператрицю до життя виявилося неможливо. Ніяких підтверджень цей слух ніколи не отримував. Дослідниця Л. Васильєва, намагаючись знайти йому докази, стверджувала, що імператриця Єлизавета нібито представляла небезпеку для Миколи і його матері своїми «лівими поглядами» (в її оточенні серед інших був декабрист Ф. Н. Глінка), і тому від неї поспішили позбутися. Додаткові підтвердження вона бачила в тому, що Микола і його мати поспішили знищити щоденник та інші особисті папери померлої; також їм здалася підозрілою занадто «поспішна поїздка» Марії Федорівни назустріч невістці. Додатково стверджується, що імператриця була «таємно поховано в Більові», де старожили довгий час ще показували допитливим її могилу. В даному затвердження закладена явна помилка: в саду купця Дорофєєва знаходився склеп, в якому були поховані витягнуті з тіла імператриці під час бальзамування внутрішні органи.
Проти цієї версії свідчить також те, що довірені особи імператриці при новому царюванні аж ніяк не піддалися опалі, так наприклад, її особистий секретар М. М. Логвинов став дійсним таємним радником, сенатором, якому доручалися численні відповідальні доручення, в тому числі за кордоном.

### Інші припущення про справжню особистість Віри Мовчальниці
Відмінну від вищенаведеної версії висунув у своєму дослідженні К. В. Кудряшев, досліджуючи сімейний архів М. С. Маєвського. Згідно з отриманими даними, під ім'ям «мовчальниці» ховалася Віра Олександрівна Буткевич, дочка катерининського вельможі генерал-майора Олександра Дмитровича Буткевича та Ганни Іванівни фон Моллер, його другої дружини. Маєток Буткевичей, Мілохово, знаходилося  на околицях Новгорода біля села Колома. Батько майбутньої черниці служив під начальством Олександра Суворова, зокрема, у 1794 році він взяв участь у битві за Варшаву. Зі скандалом розлучився з дружиною, залишивши її з двома дочками практично напризволяще. На обох дівчаток випробуваний потрясіння позначилося дуже важко. Старша, Катерина, що була одружена з графом Стройновських, потім другим шлюбом з Є. В. Зуровим, як вважається, закінчила життя в одному з місцевих монастирів і похована в Налюче. Доля молодшої дочки залишилася невідомою. За твердженням Кудряшова, Маєвський дізнався від вмираючої матері Любові Олександрівни Буткевич, дочки генерала Буткевича від третього шлюбу, що мовчальниця Віра була насправді його тіткою.
Микола Лернер припускав, що Катерина Буткевич та її молодша сестра були прототипами Тетяни і Ольги Ларіних в романі Олександра Пушкіна «Євгеній Онєгін».
У Вірі Мовчальниці бачили також якусь побічну дочку імператора Олександра I, а також велику княгиню Ганну Федорівну (дружину Костянтина Павловича, з якою він розлучився в 1820 році), а також побічну доньку імператора Павла I від ясновельможної княжни Анни Лопухіної. Останнє припущення зробив граф Михайло Толстой, який відвідав Віру в 1860 році.

## Шанування

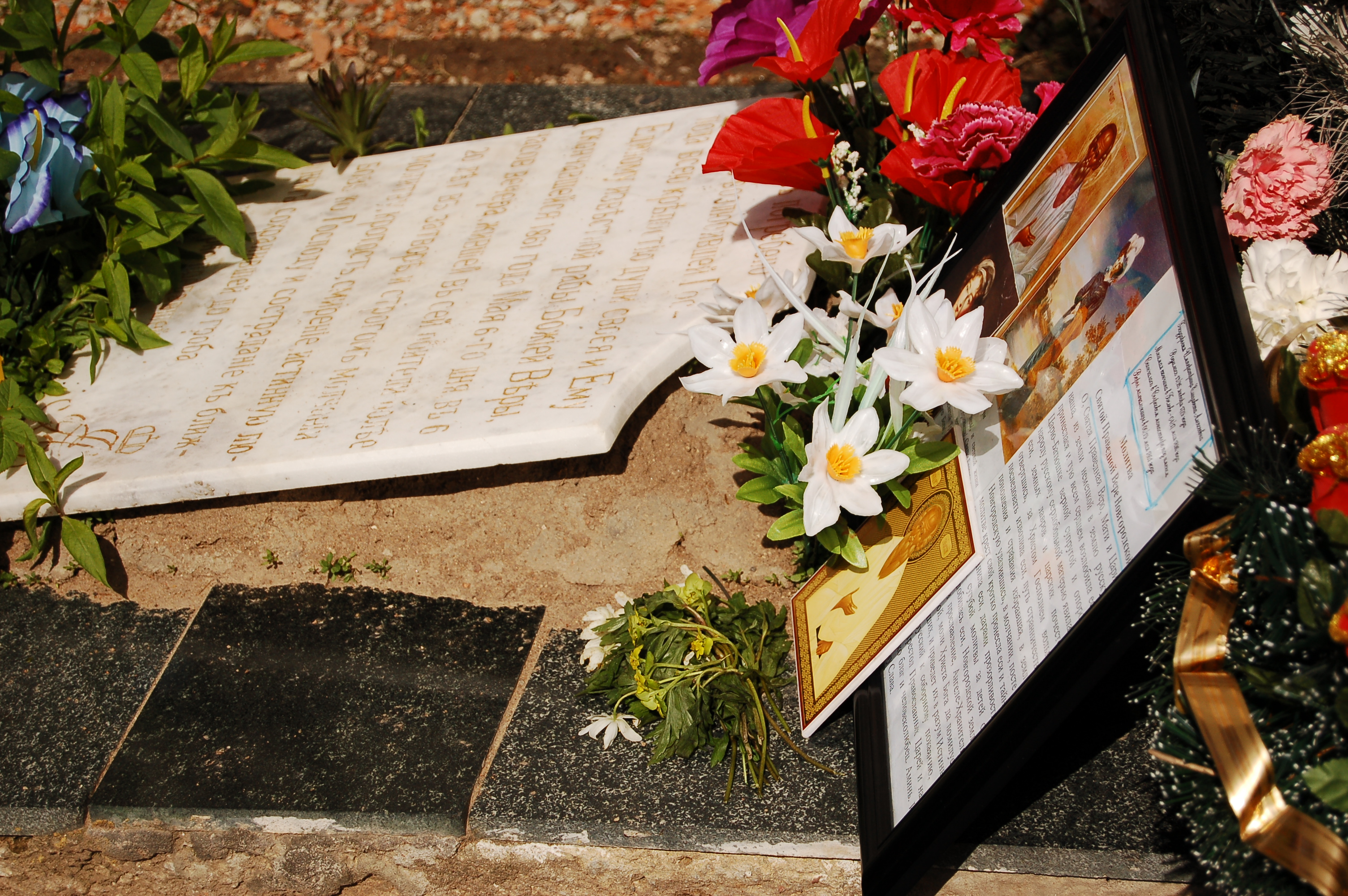
Кенотаф Віри Мовчальниці з встановленими її шанувальниками іконами Федора Кузьмича і портретами імператриці Єлизавети Олексіївни

З могилою Віри Олександрівни в Сирковому монастирі у місцевих жителів пов'язана легенда про дива, що відбувались тут. Стверджують, що черниця ще за життя прославилась кількома чудесними зціленнями й після смерті вони тривають біля її могили. Зокрема, вважається, що квітка, зірвана з могильного горбка, дарує втіху і надію, причому кількість кольорів не зменшується, скільки б їх не рвали паломники. Також вважають, що Віра Мовчальниця особливо допомагає батькам, які моляться за дітей, з'являючись їм уві сні у вигляді мовчазної жінки в темному одязі, що запрошує здійснити паломництво в Сирків монастир, що є знаком того, що їхні молитви почуті.

Створені також тропар і молитва святої праведної Віри Новгородської, офіційно не зазначеної до лику святих, але шанованої деякими православними групами. Зокрема, тропар свідчить:
|  | Христа возлюбив всем сердцем за Ним последовала еси, в молчании, посте и молитве крест Свой кротко пронесла еси и тайну Цареву сохранила еси Новгородской земли преславное украшение и прославление, Святая Праведная Веро моли Христа Бога да помилует Он народ русский и приведет его к соборному покаянию и восставит Престол православных Царей и благословит люди Своя миром. |

## В літературі
Таємниці Віри Мовчальниці присвячена повість Олени Арсеньєвої «Тиха тінь. (Луїза Єлизавета Олексіївна і Олександр I)».